# 法莱奥洛国际机场
法莱奥洛国际机场（英語：Faleolo International Airport）位于萨摩亚首都阿皮亚以西約40（25英里）。1984年之前因機場硬體限制無法降落大於波音737以上之客機，故來自美國本土、澳洲及紐西蘭之航班僅能降落位於美屬薩摩亞之帕果帕果國際機場。自从机场的扩建后,大多数国际航空交通使用法莱奥洛国际机场。
有小型涡桨飞机航班通过这里连接萨摩亚和美屬薩摩亞。

## 航空公司与航线
| 航空公司       | 目的地                             |
| -------------- | ---------------------------------- |
| 玻里尼西亞航空 | 努庫阿洛法、奥克兰、悉尼、布里斯班 |
| 塔羅法航空     | 帕果帕果                           |
| 島嶼間航空     | 帕果帕果                           |
| 真正東加航空   | 努庫阿洛法                         |
| 斐济航空       | 楠迪、檀香山                       |
| 斐济連結航空   | 苏瓦                               |
| 新西兰航空     | 奥克兰                             |
| 維珍澳洲航空   | 布里斯本、悉尼                     |

## 意外事故
- 1970年1月13日，波利尼西亚航空308B航班, 一架道格拉斯C-47B，注册号为5W-FAC，执行一班前往美属萨摩亚的帕果帕果国际机场的非定期国际客运航班时，在起飞不久后坠海。机上全部32人遇难。[1]
- 2000年，新西兰航空60号班机几乎由于一个意外被挖掘机损坏的故障仪表着陆系统而在跑道外着陆。机组成员们采取了大量措施成功地避免了事故发生，此事之后被记录进一个训练视频中。视频中，避免了灾难的关键因素包括机组对于飞机异常的ILS下滑道截获的不安、飞机的高度和测距仪（DME）读数之间的冲突、以及他们对法莱奥洛机场的进近程序的熟悉使得他们认识到，假如ILS在正常工作，他们不在正确的位置上。鉴于这些原因，他们执行了复飞，并使用了机场的VOR/DME设备成功进行了第二次进近。[2]